# Vanashen
Vanashen (en arménien Վանաշեն ) est une communauté rurale du marz d'Ararat en Arménie. En 2008, elle compte 2 476 habitants.